# Іларіон (Юшенов)
Іларіон (в миру Іван Юхимович Юшенов;  22 лютого 1824, село Нове, Вяземський повіт, Смоленська губернія — 18 січня 1904, Полтава) — єпископ Російської православної церкви, в 1887—1904 роках єпископ Полтавський і Переяславський.

## Біографія
Іван Юшенов народився у 1824 році в селі Нове Вяземського повіту Смоленської губернії, в сім'ї бідного священника.
У віці 9 років був відданий у Вяземське духовне училище, а в 14 років вступив до Смоленської семінарії.

### У сані священика
У 1844 році успішно закінчив семінарію, в тому ж році одружився і за рішенням Смоленського єпископа Тимофія був висвячений в сан священника. Став священником в селі Колковичі Духовщинського повіту.
У 1846 році отець Іоанн був переведений у Смоленськ і за рішенням єпископа Тимофія призначений священником у Вознесенський жіночий монастир. Тут за завданням єпископа отець Іоанн налагодив читання катехітичних бесід. Склав близько 80 повчань, які були схвалені цензурним комітетом і використовувалися в якості зразка в церквах Смоленської єпархії.
У 1856 році у віці 32 років отець Іоанн овдовів, а в наступному році, під час епідемії холери, втратив семирічну доньку. Бажаючи постригтися в ченці, вирушив вступати в Київську духовну академію, але на вимогу архієпископа Тимофія повернувся додому виховувати малолітніх дітей, що залишилися.
У 1859 році був призначений настоятелем Смоленського кафедрального собору і був затверджений на посаді благочинного церков міста Смоленськ. У цей період життя отець Іван виконував різні церковні послухи: був штатним членом духовної консисторії, головою ради жіночого єпархіального училища, членом єпархіального семінарського правління.
В 1868 році, після смерті старшого сина, студента університету, став готуватися до прийняття чернецтва.

### В чернечому чині
4 березня 1873 року отець Іоанн Юшенов був пострижений у ченці з нареченням імені Іларіон. У тому ж році був возведений у сан ігумена, а потім і архімандрита та призначений настоятелем Смоленського Троїцького монастиря. Одночасно затверджений на посаді благочинного Рославльського Преображенського монастиря та Городищенської пустині.
Будучи настоятелем Троїцького монастиря, архімандрит Іларіон зробив у ньому ремонтні та відновлювальні роботи, що призвело до збільшення монастирської братії і притоку віруючих.
У 1876 році, після смерті останнього сина, отець Іларіон відправився в паломництво у Київ, де познайомився з Київським митрополитом Філофеєм (Успенським).
В 1878 році, за поданням митрополита Філофея, указом Священного Синоду був призначений намісником Києво-Печерської Успенської Лаври. На цій посаді отець Іларіон активно зайнявся благоустроєм Лаври. Збудував корпус готелю, влаштував іконописну школу, відновив згорілу друкарню, відремонтував дзвіницю і Велику Церкву.
Завзяте
служіння архімандрита Іларіона на посаді настоятеля привернуло до нього увагу церковного начальства, і йому стали пропонувати єпископські кафедри.
У 1884 році указом Священного Синоду архімандрит Іларіон був призначений єпископом Прилуцьким, із затвердженням вікарієм Полтавської єпархії. Одночасно зі вступом на посаду вікарія призначений настоятелем Полтавського Хрестовоздвиженського монастиря.
На посаді настоятеля владика Іларіон провів роботи із благоустрою обителі: оновив храми, збудував муровану трапезну церкву, влаштував готель, кам'яний будинок для чернечих келій з лікарнею і т. д.

### На чолі Полтавської єпархії

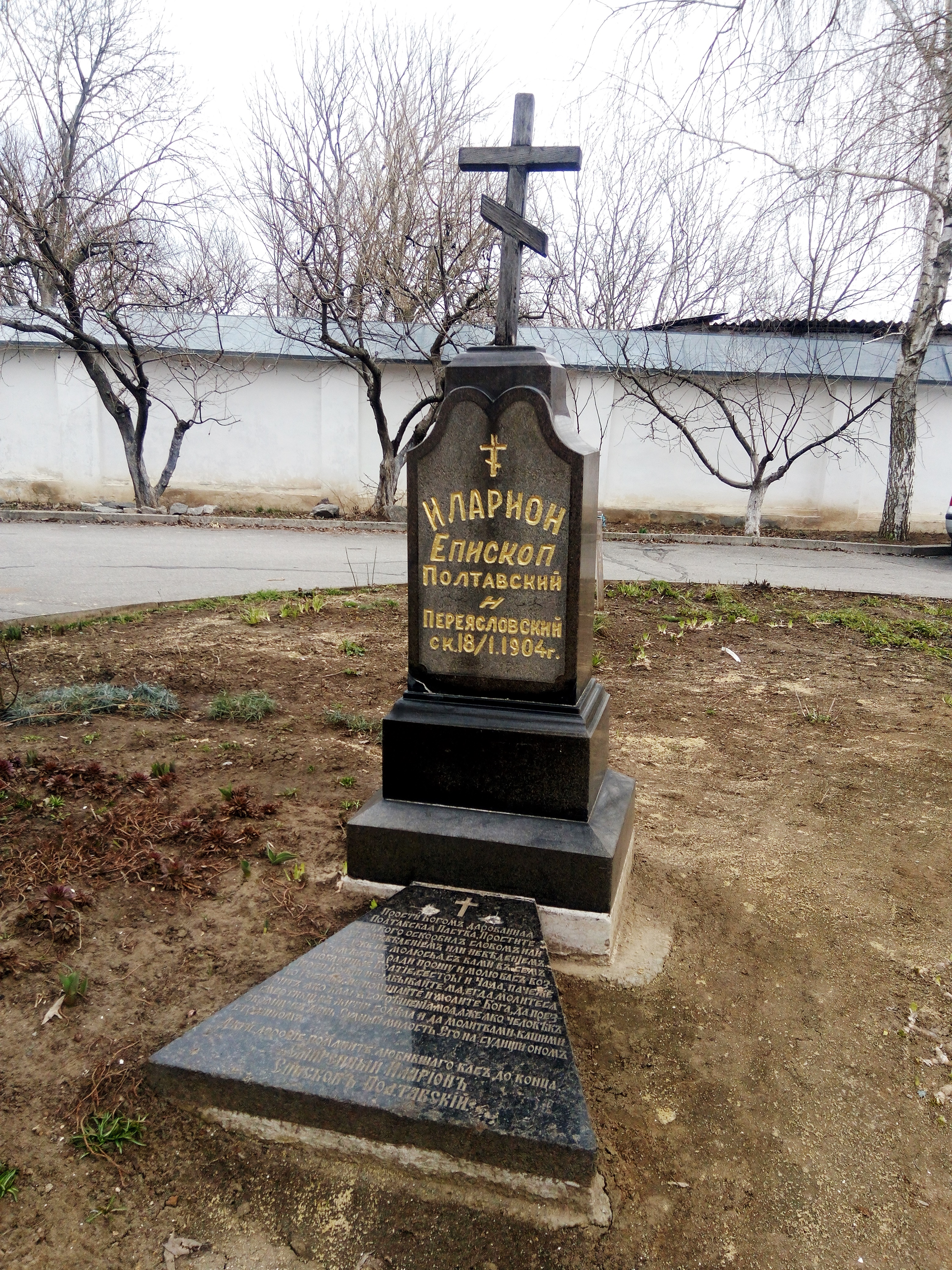
Могила єпископа Іларіона на території Полтавського Хрестовоздвиженського жіночого монастиря

У 1886 році владика Іларіон був призначений керуючим всією Полтавською єпархією, а 14 листопада 1887 року — єпископом Полтавським і Переяславським.
Вступивши на посаду Полтавського архієрея, єпископ Іларіон почав здійснювати широкі нововведення, покликані підняти рівень релігійно-моральної освіти народу. За його розпорядженням по всім міським і сільським парафіям стали влаштовуватися позабогослужбові
читання і бесіди, в яких практикувався катехитичний спосіб повчань.
Одночасно по всій Полтавській єпархії стали створюватися церковно-парафіяльні школи. За час правління єпископа Іларіона єпархія покрилася цілою мережею чоловічих і жіночих церковних шкіл, кількість яких сягала 1200.
У 1888 році за ініціативою єпископа Іларіона у Полтаві було відкрито єпархіальний комітет Всеросійського місіонерського товариства, який на короткий час став в числі перших за кількістю членів і кошторисом.
У 1890 році в Полтаві було відкрито Свято-Макаріївське єпархіальне братство, за яким послідувало відкриття безлічі інших парафіяльних братств.
В 1899 році був відкритий полтавський відділ Православного Палестинського товариства.
За час правління владики Іларіона в Полтаві були влаштовані також сирітські притулки та інші благодійні установи.
З ініціативи єпископа Іларіона був оновлений Полтавський кафедральний собор, Хрестова церква архієрейського будинку, оновлено Сампсонівський храм на полі Полтавської битви і побудований новий пам'ятник на честь цієї події.
Помер преосвященний Іларіон 18 січня 1904 року в Полтаві.

### Канонізація
Священний Синод Української православної церкви на засіданні 16 вересня 2014 року постановив «благословити місцеве прославлення та шанування в межах Полтавської єпархії єпископа Полтавського і Переяславського Іларіона (Юшенова), затвердити його іконописне зображення і представлені проекти тропаря і кондака святому».
Пам'ять про святителя Іларіона (Юшенова), єпископа Полтавського і Переяславського, буде здійснюватися в день його прославлення.